# Stazione di San Cristoforo al Lago-Ischia
La stazione di San Cristoforo al Lago-Ischia è una stazione ferroviaria sulla linea della Valsugana Trento-Venezia a servizio dei centri lacustri di San Cristoforo al Lago (in cui è ubicata) e di Ischia, frazioni di Pergine Valsugana. La stazione si trova tra quelle di Calceranica e quella di Pergine.

## Storia
Chiusa al traffico il 29 settembre 1991, venne riaperta nel 1995 con un servizio limitato ai giorni festivi.

## Strutture e impianti
Il fabbricato viaggiatori ricalca lo stile già utilizzato per la stazione di Calceranica. L'edificio è chiuso al pubblico, e gli unici servizi (biglietteria self-service e obliteratrici elettroniche) si trovano sotto la veranda esterna.
Il binario è unico e passante.

## Movimento
Nella stazione fermano tutti i treni con destinazioni per Trento, Bolzano, Borgo Valsugana Est, Bassano del Grappa a servizio dei pendolari, fatta eccezione per 4 servizi "espressi" nei giorni lavorativi.

## Servizi
La stazione dispone di:
- Biglietteria self-service
- Fermata autolinee extraurbane
- Fermata autolinee urbane